# Yayoi Ogawa
小川彌生
Œuvres principales
Première œuvre : Sugao ni Kiss shite (素顔にキスして, sugao ni kisu shite)
Autres ouvrages :
- Kimi wa pet (きみはペット?)
- Candy life (キャンディ・ライフ?)

Yayoi Ogawa (小川彌生) est une dessinatrice de manga japonaise née un 1er décembre (année inconnue) dans la préfecture de Kanagawa, au Japon.
Elle fait ses débuts en décembre 1994 dans le mensuel Kiss des éditions Kōdansha avec Sugao ni Kiss shite (素顔にキスして, sugao ni kisu shite) . 
Son œuvre la plus célèbre est le manga Kimi wa pet (きみはペット) pour lequel elle a obtenu le Prix du manga de son éditeur dans la catégorie Shōjo en 2003, à égalité avec Chika Umino et son titre Honey and Clover (ハチミツとクローバー, Hachimitsu to kurōbā).
La même année, Kimi wa pet (きみはペット) est adapté en drama mettant en scène les acteurs 
Koyuki Katō et Jun Matsumoto dans les rôles de Sumire et de Takeshi.
Après un film coréen en 2011, l'œuvre est une nouvelle fois portée en drama en 2017 au Japon, sur la chaîne Fuji Television.
Elle dessine et écrit principalement du josei et du Shōjo, mais s'est également essayée au Shōnen avec Baroque (Baroque - バロック), prépublié dans le mensuel Shōnen Sirius (月刊少年シリウス).

## Biographie
Yayoi Ogawa est diplômée de l'Université des beaux-arts Tama.
En 1994, alors qu'elle travaille comme journaliste pour Yomiuri Shimbun, elle  remporte le  
mimi & Kiss Autumn Newcomer Manga Award (mimi&Kiss秋の新人まんが賞), récompense décernée par les éditions Kōdansha aux artistes prometteurs prépubliés dans leur mensuel Kiss pour la première fois.
Elle partage son temps entre le dessin et son emploi de journaliste pendant quatre ans, mais démissionne  finalement de Yomiuri Shimbun en 1998 pour se consacrer entièrement au manga.
Son mari est le peintre surréaliste Shinji Asano (浅野信二)  . 

## Distinctions
- Elle obtient en 2003 le Prix du manga Kōdansha dans la catégorie Shōjo pour son manga Kimi wa pet (きみはペット?).
- Elle reçoit en 2014 le 5ème ana manga award (5回ananマンガ大賞。?) pour son manga Ginban Kishi (銀盤騎士?) [5].

## Œuvres
- Baby Pop (ベイビーポップ?), 1998-1999, 2 volumes
- Triangle house (トライアングルハウス?), 1999, 1 volume
- Candy Life (キャンディ ライフ?), 1999, 1 volume
- Kimi wa pet (きみはペット?), 2000-2005, 14 volumes
- Ware Arukadia ni mo ari (われ アルカディア に も あり?), 2001, 1 volume
- Extra Heavy Syrup (エクストラ ヘヴィー シロップ?), 2004, 1 volume
- Baroque (Baroque - バロック?), 2005-2012, 6 volumes
- Gourmet yo Konbanwa (グルメよこんにちは?), 2006, 1 volume
- Watashi no Sensei (わたしのせんせい?), 2006, 1 volume
- Kiss & Never Cry (キスアンドネバークライ?), 2006-2011, 11 volumes
- Figua yo Konnichiwa (フィギュアよこんにちは?), 2009, 1 volume
- Ginban Kishi (銀盤騎士?), 2013-2017, 11 volumes
- Tokimachi Apartment (刻待アパートメント?), 2014, 1 volume